# 조형 (장식)

오볼로 성형 및 그에 따른 그림자 패턴

조형(繰形) 또는 몰딩(molding) 또는 코빙(coving)은 장식용으로 사용되는 다양한 프로파일을 가진 재료 스트립이다. 전통적으로 단단한 목재나 플라스터로 만들어졌지만 플라스틱이나 개량 목재로 만든 것도 있다. 고전 건축과 조각에서는 종종 대리석이나 다른 돌을 조각하여 성형한다. 역사적인 건축물과 일부 고가의 현대식 건물에서는 석고를 사용하여 형성될 수 있다.
순정 성형품에는 직각의 위쪽 및 아래쪽 가장자리가 있다. 스프렁(sprung) 몰딩에는 뒷면을 향해 경사진 위쪽 및 아래쪽 가장자리가 있어 뒤쪽에 열린 공간이 있는 두 개의 평행하지 않은 평면(예: 벽 및 천장) 사이에 장착할 수 있다. 조형은 길고 연속적인 요소가 눈에 지루할 수 있으므로 파테라에(paterae)로 장식될 수 있다.

## 같이 보기
- 고대 그리스 건축
- 로마 건축
- 르네상스 건축